# Oecetis bhairava
Oecetis bhairava är en nattsländeart som beskrevs av Schmid 1995. Oecetis bhairava ingår i släktet Oecetis och familjen långhornssländor. Inga underarter finns listade i Catalogue of Life.